# Stanislav Mečl
Stanislav Mečl (* 28. září 1972, Havířov) je český právník, advokát, bývalý náměstek nejvyššího státního zástupce a bývalý vrchní státní zástupce v Praze.
V současné době (2022) je spoluvlastníkem advokátní kanceláře Suchanová Mečl Legal, zaměřené především na právo trestní, zejména pak na hospodářskou a daňovou trestnou činnost, kybernetickou kriminalitu, trestněprávní analýzu smluvních vztahů, obchodní případů a akvizic, trestní odpovědnost právnických osob a s tím související oblasti Compliance, Corporate, prevence a interní investigace.
Kancelář se zabývá právem občanským a obchodním, majetkovými právy, restitucemi, dědickým právem, ochranou osobnosti, právem pracovním a právem duševního vlastnictví. Bohatými zkušenostmi disponuje také v právu rodinném a rozvodovém s mezinárodními prvky.
Je členem Unie obhájců ČR a Jednoty českých právníků a Společnosti pro církevní právo. Externě působí na Ministerstvu spravedlnosti ČR v Komisi pro nový trestní řád.[zdroj?] Je držitelem osvědčení Národního bezpečnostního úřadu pro stupeň utajovaných informací Tajné.[zdroj?]
Externě přednáší na Právnické fakultě Univerzity Karlovy. Je spoluzakladatelem Společnosti na obranu nespravedlivě stíhaných.
Od roku 2018 je členem Občanské demokratické strany.

## Život

### Profesní život
Vystudoval obor právo na Právnické fakultě Univerzity Karlovy v Praze (1998). V roce 2001 získal na této fakultě titul doktora práv. V současné době je externím doktorandem katedry trestního práva tamtéž. Od roku 1998 působil v soustavě státního zastupitelství. Profesní dráhu zahájil u Okresního státního zastupitelství Plzeň–jih. Byl činný také u Krajského státního zastupitelství v Plzni. Od roku 2008 vykonával funkci státního zástupce u Nejvyššího státního zastupitelství. V roce 2010 byl pověřen vedením Oddělení korupce a ochrany zájmů Evropských společenství odboru závažné hospodářské a finanční kriminality. Působil jako kontaktní státní zástupce pro Evropský úřad pro boj proti podvodům (OLAF).
V lednu 2011 byl jmenován náměstkem nejvyššího státního zástupce Pavla Zemana pro sekci kabinetu nejvyššího státního zástupce, legislativně analytické a mimotrestní agendy a vnitřní správu. Současně působil jako národní korespondent pro boj s korupcí, praním peněz a pro odčerpávání nelegálních výnosů. Vedl pracovní skupinu nejvyššího státního zástupce pro přípravu nového zákona o státním zastupitelství. Od listopadu 2011 do března 2012 byl pověřen řízením Vrchního státního zastupitelství v Praze. Funkce státního zástupce se vzdal v roce 2013 a v témže roce se stal členem České advokátní komory.
V době svého působení v soustavě státního zastupitelství byl členem Rady Justiční akademie (2011–2013), věnoval se metodické a vzdělávací činnosti uvnitř soustavy veřejné žaloby i navenek. Předsedal zkušební komisi Ministerstva spravedlnosti pro odborné závěrečné zkoušky justičních a právních čekatelů (obor trestní právo, 2012). Byl členem redakční rady odborného časopisu Státní zastupitelství. Byl členem Poradního sboru místopředsedkyně vlády a předsedkyně Vládního výboru pro boj s korupcí Karolíny Peake (2011–2012), členem pracovní skupiny ministryně spravedlnosti profesorky Heleny Válkové pro Strategii pro obnovení důvěry ve výkon spravedlnosti. Působil jako interní poradce ministra spravedlnosti Roberta Pelikána pro oblast trestního práva a justice (2014–2015). 

### Osobní život
Od roku 2008 žije trvale v Praze, kam se přestěhoval z Plzně. Je svobodný a bezdětný. Sleduje současnou výtvarnou scénu a podporuje umění. V mládí hrál házenou za HCB Karviná.[zdroj?]

## Lobbování za ruského hackera Jevgenije Nikulina a jeho vydání
Stanislav Mečl byl angažován koncem roku 2017 jako advokát/lobbista pro tehdy v Česku zadrženého Jevgenije Nikulina podezřelého z hackerských útoků. Nikulin byl zadržen na území České republiky a o jeho vydání žádaly Spojené státy americké a Ruská federace. Přestože meritorně bylo vydání do USA pravděpodobnější, docházelo k velkým snahám, aby byl Nikulin vydán do Ruska. Podle Českého rozhlasu měl Mečl díky svému vztahu s tehdejším ministrem spravedlnosti Robertem Pelikánem zařídit, aby byl Nikulin vydán do Ruska, pročež s Pelikánem komunikoval přes SMS a samotného Nikulina navštívil ve věznici. Plnou moc, kterou k jeho zastupování potřeboval, od hackera ovšem nezískal.
Stanislav Mečl byl o zastupování požádán gruzínskou podnikatelkou působící v Česku skrze prostředníky – venezuelského novináře a marockého občana. Navzdory tomu, že byl ve svých snahách neúspěšný, měl vyúčtovat gruzínské podnikatelce za své služby více než půl miliónu korun, z čehož 300 tisíc bylo za jednání s ministrem spravedlnosti. Jevgenij Nikulin byl nakonec ministrem vydán do USA. Nepočkal na definitivní vyřešení jeho žádosti o azyl, včetně soudního přezkumu. Rozhodnutí ministra Ústavní soud ČR zrušil jako protizákonné.